# Danh sách Thống đốc của Milan
Dưới đây là danh sách các thống đốc cai trị Milan trong thời gian thành phố này bị các thế lực ngoại bang chiếm đóng, từ khi Lothair I cho thiết lập chức vụ cai quản thành Milan năm 840 cho tới tận khi Napoleon I thủ tiêu chức vụ này và cho sát nhập thành phố sau này cùng với Vương quốc Ý năm 1800

## Cha xứ Đế quốc và Tổng giám mục của thành Milan
Trong thời kỳ trung cổ, việc cai quản với quyền lực của các Thống đốc hiện đại ngày nay được giao cho các Cha xứ đế quốc và sau là các Tổng giám mục của thành Milan (thiết lập bởi Lothair I để đại diện ông này cai trị các lãnh thổ ở Ý nói chung và thành Milan nói riêng), được chia làm hai giai đoạn chính: từ năm 840 đến năm 975 và từ năm 980 đến năm 1042. Sau đó, mối liên hệ giữa hai bên là phía giám mục thành Milan và Đế quốc La Mã Thần thánh bị cắt đứt và Milan cai trị như một chính thể riêng biệt, không còn liên hệ gì với đế quốc nữa.

### Cha xứ Đế quốc cai trị với vai trò là một thống đốc

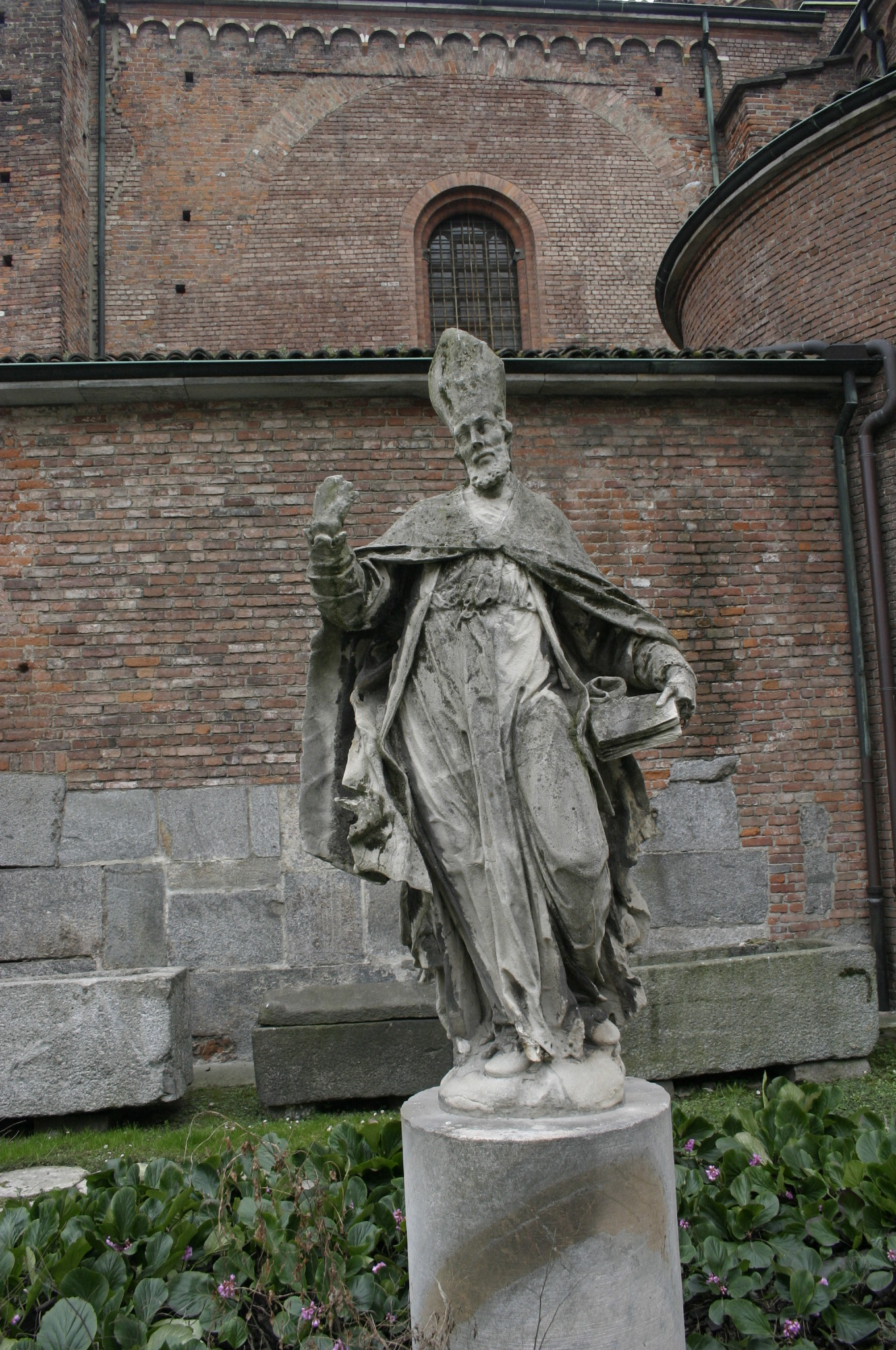
Arderico Cotta

#### Các cha xứ cai trị
- Leone (840 - 856).
- Alberico (865 - 892).
- Maginfredo (892 - 901).
- Sigifredo (901 - 918).
- Berengario (918 - 962).
- Oberto (962 - 975).

#### Tổng giám mục cai trị

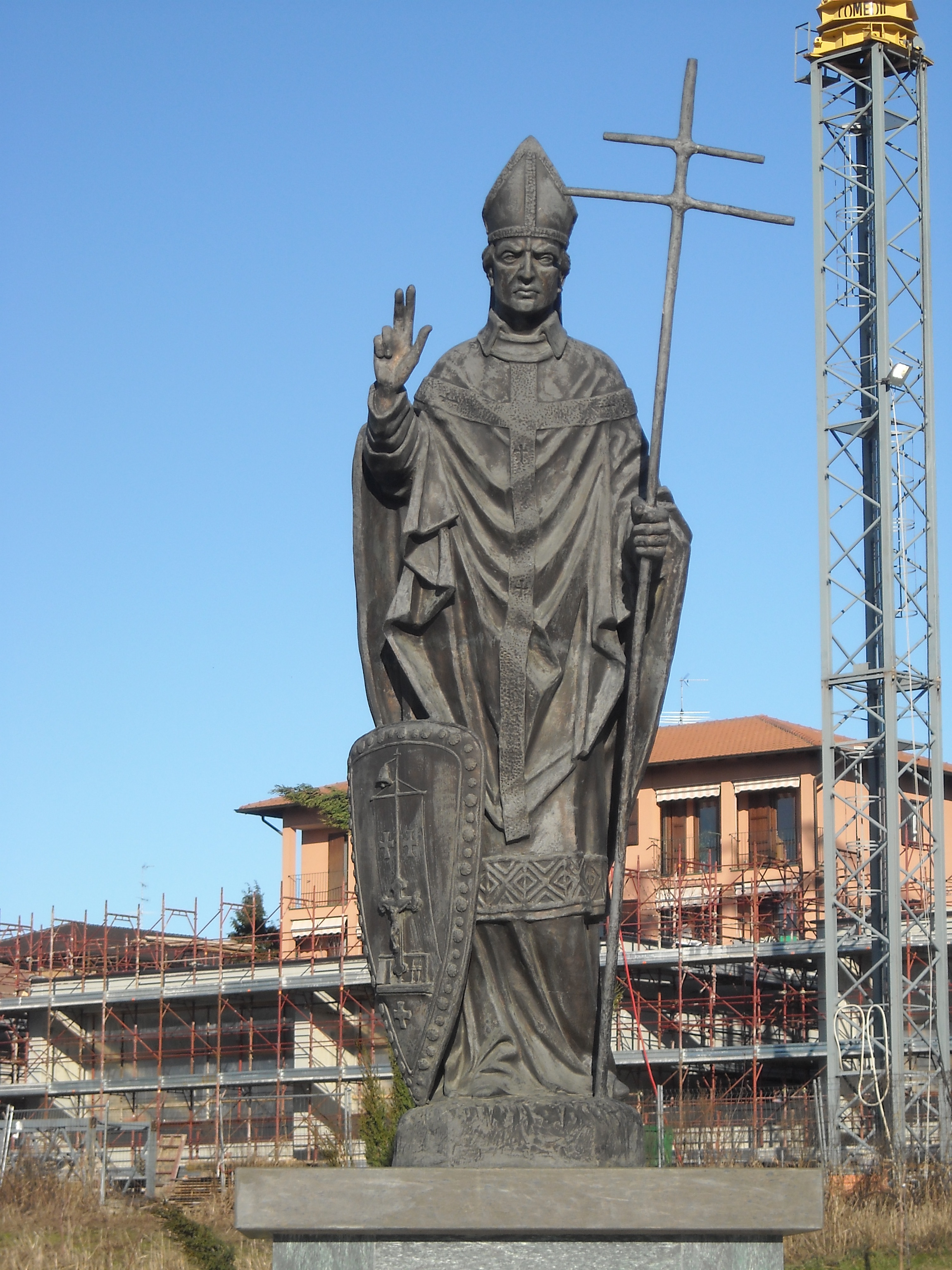
Giám mục Ariberto xứ Intimiano

| Tên                                             | Sinh - mất                              | Thời gian nắm quyền                      |
| ----------------------------------------------- | --------------------------------------- | ---------------------------------------- |
| Arderico Cotta                                  | ? - 15 tháng 10 năm 958                 | 940 - 15 tháng 10 năm 948                |
| Manassès xứ Arles (chỉ được công nhận một phần) | ? - 959                                 | 948                                      |
| Adelmano                                        | ? - Tháng 12 năm 956                    | 948 - 953                                |
| Valperto de 'Medici                             | ? - 6 tháng 11 năm 970                  | 953 - 6 tháng 11 năm 970                 |
| Arnolfo I                                       | ? - 16 tháng 4 năm 974                  | 970 - 16 tháng 4 năm 974                 |
| Gotofredo                                       | ? - 19 tháng 9 năm 979                  | 27 tháng 7 năm 974 - 19 tháng 9 năm 979  |
| Landolfo                                        | ? - 23 tháng 3 năm 998                  | 23 tháng 12 năm 979 - 23 tháng 3 năm 998 |
| Arnolfo II                                      | ? - 25 tháng 2 năm 1018                 | 19 tháng 5 năm 998 - 25 tháng 2 năm 1018 |
| Ariberto                                        | giữa năm 970/980 - 16 tháng 11 năm 1045 | 13 tháng 3 năm 1018 - 1042               |

## Thống đốc thời thuộc Pháp
Trong thời gian Pháp chiếm đóng Công quốc Milano từ cuối thế kỷ 15 đến đầu thế kỷ 16 trong, họ có thiết lập lại chức vụ này, chủ yếu là các chỉ huy quân sự đóng tại thành Milan quanh khu lâu đài nhà Sforza đảm nhận.
| Tên                                 | Chân dung   | Sinh - mất                                 | Thời gian nắm quyền                       |
| ----------------------------------- | ----------- | ------------------------------------------ | ----------------------------------------- |
| Jean xứ Foix                        | không khung | 1450 - 1500                                | 1495 - 1497                               |
| Nhà Sforza tái kiểm soát            |             |                                            |                                           |
| Gian Giacomo Trivulzio              | không khung | 1440 - 5 tháng 12 năm 1518                 | 1499 - 1500                               |
| Charles II xứ Amboise               | không khung | 1473 - 11 tháng 2 năm 1511                 | 1500 - 1510                               |
| Gaston xứ Foix Tiếng sét của nước Ý | không khung | 10 tháng 12 năm 1489 - 11 tháng 4 năm 1512 | 25 tháng 6 năm 1511 - 11 tháng 4 năm 1512 |
| Nhà Sforza tái kiểm soát            |             |                                            |                                           |
| Charles III nhà Bourbon             | không khung | 17 tháng 2 năm 1490 - 6 tháng 5 năm 1527   | 1516                                      |
| Odet xứ Foix                        | không khung | 1485 - 15 tháng 8 năm 1528                 | 1517 - 1522                               |
| Michele Antonio xứ Saluzzo          | không khung | 26 tháng 3 năm 1495 - 18 tháng 10 năm 1528 | 15 tháng 9 năm 1524 - 1525                |
| Teodoro Trivulzio                   | không khung | 1458 - 1532                                | 1525 - 24 tháng 2 năm 1525                |

Công quốc sau được nhà Sforza chiếm lại và được nhà Habsburg bảo hộ từ năm 1526 đến năm 1535. Sau đó, Nhà Sforza tuyệt tự và Karl V của Habsburg lên cai quản công quốc này, và ông vẫn tiếp tục cho duy trì chức thống đốc này.

## Nhà Habsburg bảo hộ và chiếm đóng
| Tên                                     | Chân dung   | Sinh - mất                                 | Thời gian nắm quyền                        |
| --------------------------------------- | ----------- | ------------------------------------------ | ------------------------------------------ |
| Charles III nhà Bourbon                 | không khung | 17 tháng 2 năm 1490 - 6 tháng 5 năm 1527   | 6 tháng 7 năm 1526 - 21 tháng 5 năm 1527   |
| Alessandro Bentivoglio                  | không khung | 1474 - 1532                                | 1 tháng 3 năm 1531 - 1532                  |
| Antonio de Leyva                        | không khung | 11 tháng 7 năm 1480 - 1536                 | 13 tháng 11 năm 1534 - 15 tháng 9 năm 1535 |
| Hồng y Marino Caracciolo                | không khung | 1468 - 28 tháng 1 năm 1538                 | 9 tháng 10 năm 1536 - 28 tháng 1 năm 1538  |
| Alfonso d'Avalos                        | không khung | 25 tháng 5 năm 1502 - 31 tháng 3 năm 1546  | Tháng 2 năm 1538 - 31 tháng 3 năm 1546     |
| Álvaro xứ Luna và Bobadilla (Tạm quyền) | không khung | 1481 - 1546                                | Tháng 4 - tháng 10 năm 1546                |
| Ferrante Gonzaga                        | không khung | 28 tháng 1 năm 1507 - 15 tháng 11 năm 1557 | Tháng 10 năm 1546 - 19 tháng 3 năm 1554    |

### Tây Ban Nha chiếm đóng
Sau khi giao lại cho Felipe II của Tây Ban Nha vào năm 1554, việc bổ nhiệm Thống đốc cai quản thành phố được một Hội đồng Nhà nước tiến hành, với vua Tây Ban Nha là Chủ tịch Hội đồng này. Việc lựa chọn này dựa theo đề xuất của phía Hội đồng Tối cao Ý, một bộ phận cấu thành vương quốc Tây Ban Nha lúc bấy giờ. Thống đốc cai trị vùng sẽ được nhận 24000 ducat mỗi năm và được nhận tước hiệu quý tộc Dom ở phía trước tên mình.
| Tên | Chân dung   | Sinh - mất                                  | Thời gian nắm quyền                       |
| --- | ----------- | ------------------------------------------- | ----------------------------------------- |
| 26 tháng 1 năm 1554 - 14 tháng 4 năm 1555: Người đứng đầu Hội đồng tối cao và Đại Pháp quan thành Milan cai trị |             |                                             |                                           |
| Fernando Álvarez                                                                                                | không khung | 29 tháng 10 năm 1507 - 11 tháng 12 năm 1582 | 1555                                      |
| Cristoforo Madruzzo                                                                                             | không khung | 5 tháng 7 năm 1512 - 5 tháng 7 năm 1578     | 8 tháng 12 năm 1555 - Tháng 8 năm 1557    |
| Juan de Figueroa                                                                                                | không khung | 1510 - 27/28 tháng 7 năm 1559               | Tháng 8 năm 1557 - tháng 4 năm 1558       |
| Gonzalo II Fernández                                                                                            | không khung | 27 tháng 7 năm 1520 - 3 tháng 12 năm 1578   | 24 tháng 4 năm 1558 - tháng 12 năm 1559   |
| Francesco Fernando xứ Avalos                                                                                    | không khung | c. 1530 - 31 tháng 7 năm 1571               | 10 tháng 12 năm 1559 - tháng 9 năm 1561   |
| Gonzalo II Fernández                                                                                            | không khung | 27 tháng 7 năm 1520 - 3 tháng 12 năm 1578   | 20 tháng 8 năm 1561 - tháng 1 năm 1564    |
| Gabriel de la Cueva                                                                                             | không khung | c. 1515 - 1571                              | 28 tháng 1 năm 1564 - 21 tháng 8 năm 1571 |
| Alvaro de Sande                                                                                                 | không khung | 1489 - 20 tháng 10 năm 1573                 | 8 tháng 9 năm 1571 - tháng 12 năm 1571    |
| Luis xứ Zúñiga và Requesens                                                                                     | không khung | 25 tháng 8 năm 1528 - 5 tháng 3 năm 1576    | 8 tháng 12 năm 1571 - 1573                |
| Antonio de Guzmán                                                                                               | không khung | c. 1524 - 20 tháng 4 năm 1583               | 1573 - 20 tháng 4 năm 1580                |
| Sancho de Guevara y Padilla (tạm quyền)                                                                         | không khung | ? - 20 tháng 3 năm 1585                     | 10 tháng 7 năm 1580 - 1581                |
| Alfonso Perez de Guzman                                                                                         | không khung | 10 tháng 9 năm 1550 - 26 tháng 7 năm 1615   | 27 tháng 3 năm 1581 - ? năm 1581          |
| Carlo d'Aragona Tagliavia                                                                                       | không khung | 25 tháng 12 năm 1530 - 1599                 | 15 tháng 10 năm 1581 - tháng 5 năm 1592   |
| Juan Fernández de Velasco                                                                                       | không khung | 1550 - 15 tháng 3 năm 1613                  | 10 tháng 5 năm 1592 - ? năm 1593          |
| Pedro de Padilla                                                                                                | không khung | ? - 1599                                    | Tháng 3 năm 1593 - ? năm 1595             |
| Juan Fernández de Velasco                                                                                       | không khung | 1550 - 15 tháng 3 năm 1613                  | Tháng 11 năm 1595 - Tháng 4 năm 1600      |
| Pedro Enríquez de Acevedo                                                                                       | không khung | 18 tháng 9 năm 1525 - 22 tháng 7 năm 1610   | 20 tháng 4 năm 1600 - 22 tháng 7 năm 1610 |
| Juan Fernández de Velasco                                                                                       | không khung | 1550 - 15 tháng 3 năm 1613                  | 2 tháng 10 năm 1610 - 4 tháng 5 năm 1612  |
| Juan de Mendoza y Velasco                                                                                       | không khung | ? - 24 tháng 2 năm 1628                     | 4 tháng 5 năm 1612 - tháng 8 năm 1615     |
| Pedro Álvarez de Toledo                                                                                         | không khung | 6 tháng 9 năm 1546 - 17 tháng 7 năm 1627    | 26 tháng 9 năm 1615 - tháng 2 năm 1618    |
| Gómez Suárez de Figueroa y Córdoba                                                                              | không khung | 1 tháng 9 năm 1587 - 1634                   | 13 tháng 2 năm 1618 - tháng 3 năm 1626    |
| Gonzalo Fernandez de Córdoba                                                                                    | không khung | 31 tháng 12 năm 1585 - 1635                 | 31 tháng 3 năm 1626 - tháng 10 năm 1627   |
| Ferdinando Afan de Ribera                                                                                       | không khung | 10 tháng 5 năm 1583 - 28 tháng 3 năm 1637   | 14 tháng 10 năm 1627 - tháng 3 năm 1628   |
| Gonzalo Fernandez de Córdoba                                                                                    | không khung | 31 tháng 12 năm 1585 - 1635                 | 17 tháng 3 năm 1628 - tháng 7 năm 1629    |
| Ambrogio Spinola Doria                                                                                          | không khung | 1569 - 25 tháng 9 năm 1630                  | 16 tháng 7 năm 1629 - 25 tháng 5 năm 1630 |
| Álvaro de Bazán                                                                                                 | không khung | 12 tháng 9 năm 1571 - 1646                  | 20 tháng 9 năm 1630 - tháng 4 năm 1631    |
| Gómez Suárez de Figueroa y Córdoba                                                                              | không khung | 1 tháng 9 năm 1587 - 1634                   | 18 tháng 4 năm 1631 - tháng 1 năm 1633    |
| Hồng y-Infante Fernando của Áo                                                                                  | không khung | 16 tháng 5 năm 1609 - 9 tháng 11 năm 1641   | 22 tháng 1 năm 1633 - 23 tháng 9 năm 1633 |
| Gil Carrillo de Albornoz                                                                                        | không khung | 1579 - 19 tháng 12 năm 1649                 | 23 tháng 9 năm 1633 - tháng 7 năm 1635    |
| Ferdinando Afan de Ribera                                                                                       | không khung | 10 tháng 5 năm 1583 - 28 tháng 3 năm 1637   | 11 tháng 7 năm 1635 - tháng 9 năm 1635    |
| Diego Mexía Felípez de Guzmán                                                                                   | không khung | 1580 - 16 tháng 2 năm 1655                  | 24 tháng 9 năm 1635 - tháng 12 năm 1640   |
| Juan de Velasco de la Cueva y Pacheco                                                                           | không khung | 1608 - 1650                                 | 19 tháng 12 năm 1640 - tháng 6 năm 1643   |
| Antonio Sancho Dávila xứ Toledo và Colonna                                                                      | không khung | 15 tháng 1 năm 1590 - 25 tháng 8 năm 1666   | 20 tháng 6 năm 1643 - tháng 9 năm 1645    |
| Bernardino Fernández de Velasco                                                                                 | không khung | 1609/1610 - 1652                            | 15 tháng 9 năm 1645 - tháng 9 năm 1647    |
| Iñigo Fernandez de Velasco                                                                                      | không khung | 16 tháng 4 năm 1629 - 29 tháng 9 năm 1696   | 30 tháng 9 năm 1647 - tháng 6 năm 1648    |
| Luis de Benavides Carrillo                                                                                      | không khung | 20 tháng 9 năm 1608 - 6 tháng 1 năm 1668    | 25 tháng 6 năm 1648 - tháng 12 năm 1655   |
| Hồng y Theodore Trivulzio                                                                                       | không khung | 1597 - 3 tháng 8 năm 1656                   | 2 tháng 12 năm 1655 - tháng 1 năm 1656    |
| Alfonso Pérez de Vivero                                                                                         | không khung | 1603 - 21 tháng 11 năm 1661                 | 13 tháng 1 năm 1656 - tháng 2 năm 1660    |
| Francesco Caetani                                                                                               | không khung | 11 tháng 3 năm 1613 - 9 tháng 10 năm 1683   | 26 tháng 2 năm 1660 - tháng 3 năm 1662    |
| Luis de Guzmán Ponce de Leon                                                                                    | không khung | 11 tháng 6 năm 1605 - 29 tháng 3 năm 1668   | 19 tháng 3 năm 1662 - 29 tháng 3 năm 1668 |
| Paolo Spinola, Hầu tước xứ Los Balbases                                                                         | không khung | 24 tháng 2 năm 1628 - 24 tháng 12 năm 1699  | 31 tháng 3 năm 1668 - Tháng 6 năm 1668    |
| Francisco de Orozco, Hầu tước xứ Olias                                                                          | không khung | c. 1605 - 26 tháng 12 năm 1668              | 26 tháng 6 năm 1668 - tháng 12 năm 1668   |
| Paolo Spinola, Hầu tước xứ Los Balbases                                                                         | không khung | 24 tháng 2 năm 1628 - 24 tháng 12 năm 1699  | 1 tháng 2 năm 1669 - tháng 3 năm 1669     |
| Gaspar Tellez Girón, Công tước Osuna                                                                            | không khung | 25 tháng 5 năm 1625 - 2 tháng 6 năm 1694    | 6 tháng 3 năm 1669 - tháng 5 năm 1671     |
| Antonio Lopez de Ayala Velasco y Cardeñas                                                                       | không khung | ? - 1709                                    | 5 tháng 5 năm 1671 - tháng 11 năm 1673    |
| Claude Lamoral I xứ Ligne, Vương tử xứ Ligne                                                                    | không khung | 8 tháng 10 năm 1688 - 21 tháng 12 năm 1679  | 12 tháng 11 năm 1673 - tháng 10 năm 1678  |
| Juan Tomás Enríquez de Cabrera, Bá tước xứ Melgar                                                               | không khung | 21 tháng 12 năm 1646 - 29 tháng 6 năm 1705  | 17 tháng 10 năm 1678 - tháng 1 năm 1686   |
| Antonio Lopez de Ayala Velasco y Cardeñas                                                                       | không khung | ? - 1709                                    | 22 tháng 1 năm 1686 - tháng 4 năm 1691    |
| Diego Dávila Mesía y Guzmán, Hầu tước xứ Leganés                                                                | không khung | c. 1648 - 1711                              | 1 tháng 4 năm 1691 - tháng 1 năm 1698     |
| Charles Henry xứ Lorraine, Vương tử xứ Vaudemont                                                                | không khung | 17 tháng 4 năm 1649 - 14 tháng 1 năm 1723   | 15 tháng 1 năm 1698 - 19 tháng 9 năm 1706 |

Milan bị người Áo chiếm vào ngày 26 tháng 9, 1706, trong chiến tranh kế vị Tây Ban Nha. Sau đó, khi hòa ước Utrecht được ký kết, Milan chính thức về tay người Áo.

### Áo chiếm đóng
Trong thời ký bị Áo chiếm đóng, chính phủ Áo tại Milan có một vai trò cực kỳ quan trọng đối với người Áo. Hoàng đế Áo tự xưng tước hiệu "Công tước xứ Milan" và hưởng lợi bằng việc cử người đại diện để cai trị thành phố miền Bắc nước Ý này. Phần lớn những người được cử đi theo lệnh của Hoàng đế là các quý tộc người Áo và không ai là người Lombart cả, điều này là để nhà nước Áo dễ dàng quản lý và ra chỉ đạo trực tiếp đối với chính quyền thành phố.
| Tên                                                               | Chân dung   | Sinh - mất                                 | Thời gian cai trị |
| ----------------------------------------------------------------- | ----------- | ------------------------------------------ | ----------------- |
| Vương tử Eugene xứ Savoie                                         | không khung | 18 tháng 10 năm 1663 - 21 tháng 4 năm 1736 | 1706 - 1716       |
| Vương tử Maximilian Karl xứ Löwenstein-Wertheim-Rochefort         | không khung | 14 tháng 7 năm 1656 - 26 tháng 12 năm 1718 | 1717 - 1718       |
| Bá tước Girolamo Colloredo-Waldsee                                |             | 12 tháng 3 năm 1674 - 2 tháng 2 năm 1726   | 1719 - 1725       |
| Bá tước Wirich Philipp xứ Daun                                    | không khung | 19 tháng 10 năm 1669 - 30 tháng 7 năm 1741 | 1725 - 1733       |
| Sardinian đánh chiếm (1733-1736)                                  |             |                                            |                   |
| Bá tước Otto Ferdinand xứ Abensperg và Traun                      | không khung | 27 tháng 8 năm 1677 - 18 tháng 2 năm 1748  | 1736 - 1743       |
| Vương tử Johann Georg Christian von Lobkowitz                     | không khung | 10 tháng 8 năm 1686 - 4 tháng 10 năm 1755  | 1743 - 1745       |
| Tây Ban Nha chiếm đóng (1745-1746)                                |             |                                            |                   |
| Giovanni Luca Pallavicini                                         | không khung | 23 tháng 9 năm 1697 - 27 tháng 9 năm 1773  | 1745 - 1747       |
| Bá tước Ferdinando Bonaventura von Harrach                        | không khung | 11 tháng 4 năm 1708 - 22 tháng 1 năm 1778  | 1747 - 1750       |
| Giovanni Luca Pallavicini                                         | không khung | 23 tháng 9 năm 1697 - 27 tháng 9 năm 1773  | 1750 - 1754       |
| Francesco III d'Este, Công tước xứ Modena và Reggio               | không khung | 2 tháng 7 năm 1698 - 22 tháng 2 năm 1780   | 1754 - 1771       |
| Đại Công tước Peter Leopold của Áo (đồng quản lý cùng Francesco)  | không khung | 5 tháng 5 năm 1747 - 1 tháng 3 năm 1792    | 1754 - 1765       |
| Đại Công tước Ferdinand nhà Áo-Este (đồng quản lý cùng Francesco) | không khung | 1 tháng 6 năm 1754 - 24 tháng 12 năm 1806  | 1765 - 1771       |
| Đại Công tước Ferdinand nhà Áo-Este                               | không khung | 1 tháng 6 năm 1754 - 24 tháng 12 năm 1806  | 1771 - 1796       |
| Bá tước Karl Joseph von Firmian                                   | không khung | 15 tháng 6 năm 1716 - 20 tháng 7 năm 1782  | 1771 - 1782       |
| Johann Joseph Wilczek                                             | không khung | 18 tháng 6 năm 1738 - 2 tháng 2 năm 1819   | 1782 - 1796       |
| Cộng hòa Transpadana (1796-1797)                                  |             |                                            |                   |
| Cộng hòa Cisalpina (1797-1802)                                    |             |                                            |                   |
| Bá tước Luigi Cocastelli                                          | không khung | 1745 - 1824                                | 1799 - 1800       |